# Finanzgarten

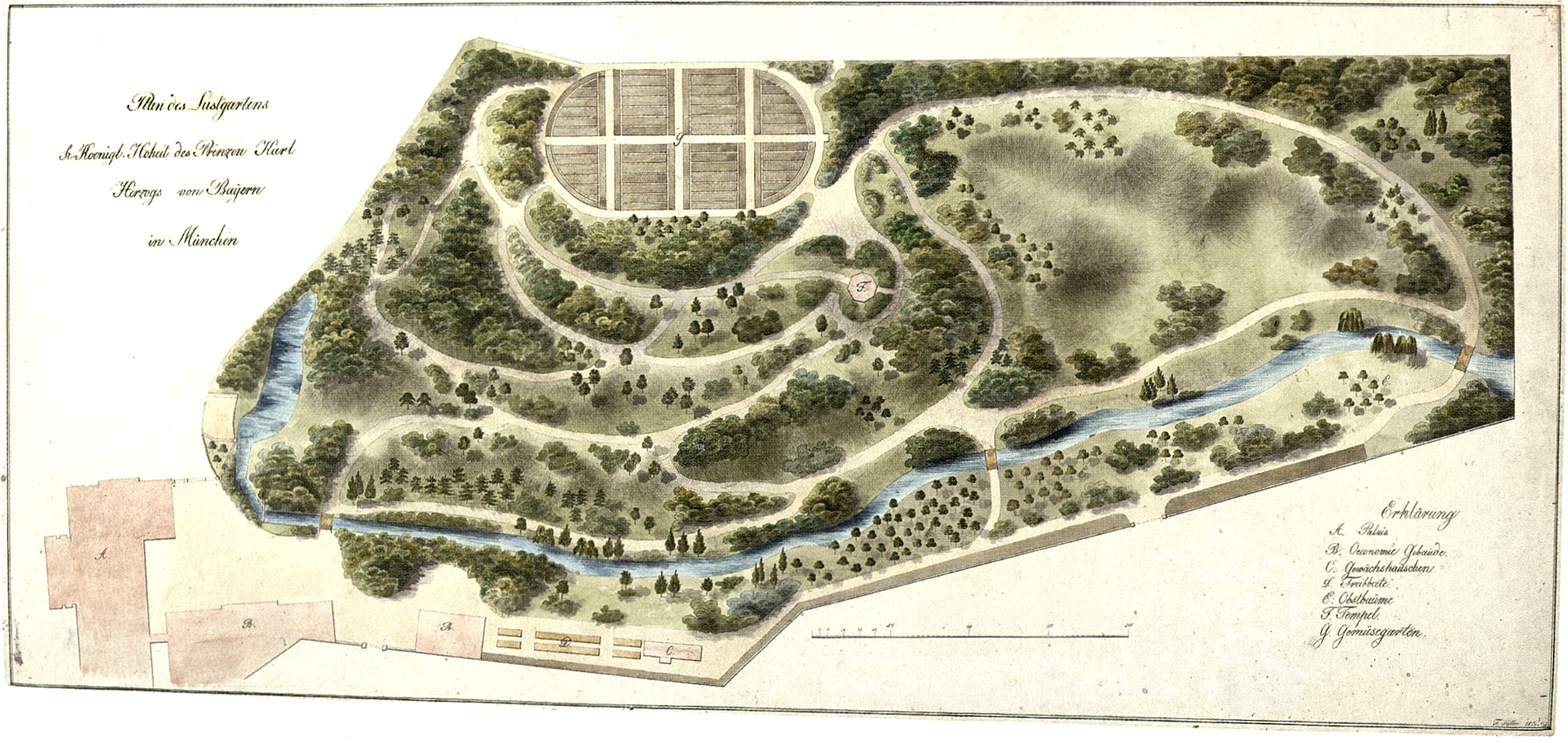
Plan du jardin d'agrément de 1837

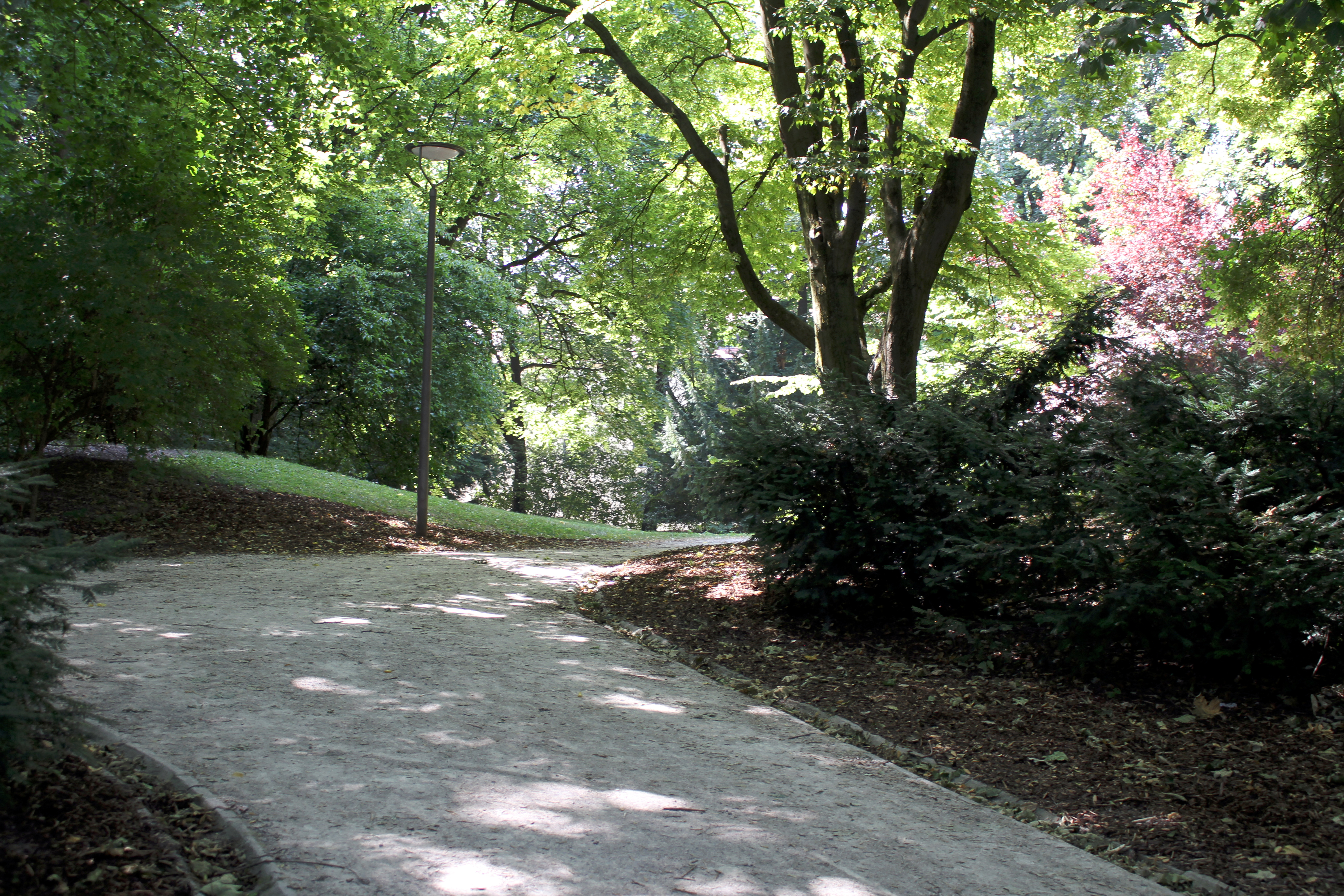
Allée du jardin

Le Finanzgarten ou Finanzgärtchen (ou plus récemment Dichtergarten) est un espace vert d'environ deux hectares situé dans le centre-ville de Munich, entre le Hofgarten et le jardin anglais. Le jardin avec une légère pente a été créé sur le site d'un bastion de la guerre de Trente Ans et est principalement boisé.
Le jardin appartient à l'État libre de Bavière et est entretenu par l'administration bavaroise des palais, jardins et lacs d'État.

## Histoire

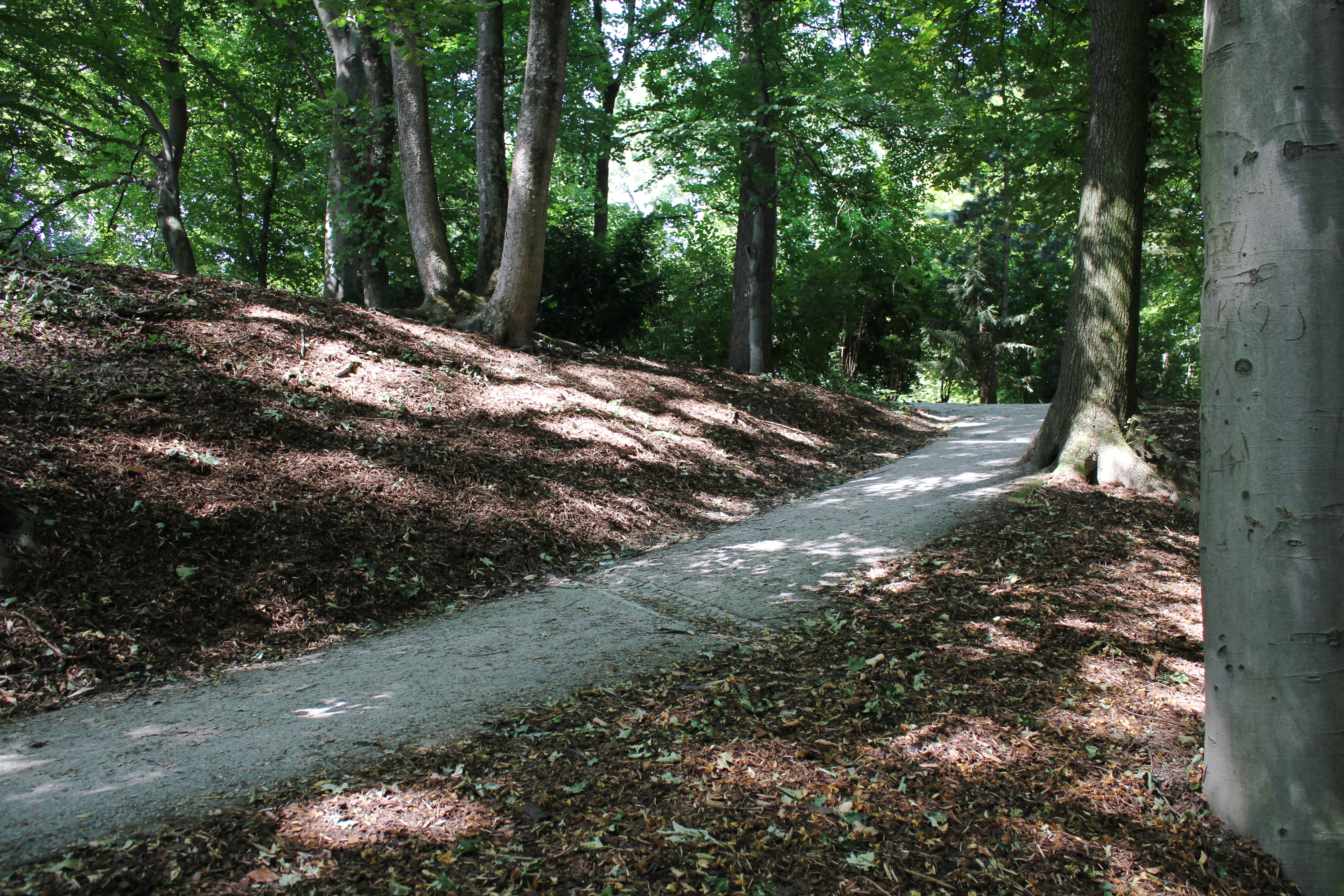
Montée à l'ancien bastion

Le troisième mur de Munich de la guerre de Trente Ans a été construit avec de vastes bastions pour se protéger de l'artillerie émergente. Il a inclus pour la première fois le Hofgarten au nord de la ville, de sorte que les vestiges des remparts soient reliés à ce qui était alors le jardin d'agrément de la Résidence de Munich.
À la fin de la guerre de Trente Ans, les fortifications étaient déjà vétustes d'un point de vue militaire. L'emplacement du parc actuel n'était donc plus nécessaire pour protéger la ville et fut cédé au monastère des Théatins comme potager vers 1665 lors de sa fondation. C'est pourquoi le bastion situé dans le jardin était le seul à être conservé de l'ancien mur de Munich. Le monastère fut fermé en 1802 pour des raisons financières.
Le jardin a alors été vendu aux enchères publiques, et acheté par l'abbé von Salabert, ancien précepteur de l'électeur sortant Maximilien Ier. Salabert a acheté des propriétés supplémentaires à l'est jusqu'à ce qu'il devienne propriétaire de la zone allant de la Landstrasse à Schwabing, l'actuelle Ludwigstrasse, à l'angle nord-est de la vieille ville. Il aurait obtenu le soutien du tribunal en faveur de l'expropriation des propriétaires fonciers en déclarant vouloir promouvoir la décoration du jardin anglais, désormais aménagé au nord. Salabert fit concevoir le Palaisbächl, qui passe sous le bastion, comme un cours d'eau romantique et aménagea un réseau de sentiers. Sur l'ancien bastion, il continua les potagers de l'ancien jardin du monastère et, au sommet, il fit construire un pavillon de jardin au-dessus d'une grotte, également connue sous le nom de Temple. En 1804, il chargea l'architecte Karl von Fischer de construire un palais à l'est de la propriété : c'est le palais Prinz-Carl.
Après la mort de l'abbé en 1807, l'architecte des jardins royaux Ludwig von Sckell fit en sorte que le roi Maximilien Ier achète la propriété. Sckell considérait le jardin anglais comme un véritable jardin public et souhaitait rendre le jardin de Salabert accessible au public comme lien entre le Hofgarten et le jardin anglais. L’achat a été réalisé, mais le jardin est resté longtemps fermé au public. En 1825, le frère cadet du roi, Carl de Bavière, reçut le palais et le jardin comme résidence ; Cela a donné naissance au nom Prinz-Carl-Palais. Carl fit construire une aile latérale sur le côté nord, qui existait jusqu'en 1937. Au cours du XIXe siècle, la zone alentour est devenue de plus en plus densifiée.
Après la mort de Carl en 1875 et jusqu'en 1924, le palais et le jardin furent d'abord utilisés par l'ambassade d'Autriche, puis par le ministre des Finances et enfin par la Cour suprême des comptes. L'utilisation par le ministre des Finances est à l'origine du nom de Finanzgarten. En 1924, le palais devient la résidence officielle du Ministre-président de Bavière.
À l'époque nazie, la Von-der-Tann-Strasse a été massivement élargie en 1937 dans le cadre de la construction de la Maison de l'art allemand. À cet effet, l'aile nord du Palais Prinz-Carl a été démolie. Le palais fut également transformé en pension et utilisé par Benito Mussolini en 1937 et 1938. Le jardin a également été repensé et une fontaine a été déplacée lors de l'élargissement de la route, vers la nouvelle terrasse. La partie la plus occidentale de la propriété de la Ludwigstrasse a été construite avec la Maison des Ministères, aujourd'hui ministère de l'Agriculture ; à l'est du bâtiment se trouvait un bunker souterrain, appelé bunker Gauleiter, qui a été conservé jusqu'à ce jour.
Pendant la Seconde Guerre mondiale, tous les bâtiments et les arbres ont été endommagés. Après la guerre, le gouvernement militaire américain s'empare du quartier et installe un parking et une station-service dans la partie ouest de la propriété. Le Prinz-Carl-Palais est devenu le siège de l'Académie bavaroise des Beaux-Arts de 1948 à 1966. La partie haute de l'ancien bastion est devenue un espace vert public en 1955, la partie basse est restée à l'usage des Américains jusqu'en 1963. En 1964, après le retrait des Américains et la démolition de leurs bâtiments, l'endroit a été désigné zone de protection paysagère, suivi en 1969 par un plan d'aménagement qui l'a déclaré espace vert public. Cependant, cette consécration n'a pas été mise en œuvre dans un premier temps car l'agrandissement de la vieille ceinture urbaine était prévu depuis 1966. La Von-der-Tann-Straße, au nord du jardin, est devenue le principal axe de circulation à l'est et un tunnel devait être construit en dessous, à la limite du parc. Une partie a été utilisée pour le chantier de construction.
En 1968/69, des plans furent élaborés pour la construction d'une nouvelle chancellerie d'État sur le terrain du Finanzgarten. Un concours d'architecture a abouti au projet gagnant d'Uwe Kiessler, le bâtiment devant être construit sur le parc. Le tunnel du périphérique de la vieille ville a été ouvert en 1972 et le ministère de l'Agriculture a ensuite utilisé illégalement les zones de chantier comme parking sans permis. En 1975, les projets d'une chancellerie d'État dans le Finanzgarten ont été remis en cause pour des raisons de sécurité ; les ruines du musée de l'Armée, à la limite orientale du Hofgarten, ont ensuite été choisies comme site de ce projet. En 1979, un passage public traversant les lieux a été créé pour la première fois. Cependant, l'approbation en tant qu'espace vert a été reportée en raison du projet d'un parking souterrain au-dessus du bunker du ministère de l'Agriculture.
Après de nombreuses années de protestations citoyennes, la majeure partie du parking illégal du ministère a été abandonnée en 1984 et le Finanzgarten, à l'exception d'une petite partie, est finalement devenu un espace vert public. Le comité du district de Maxvorstadt a collecté les dons des citoyens, qui ont servi à planter les premiers arbres sur le site.

## Description

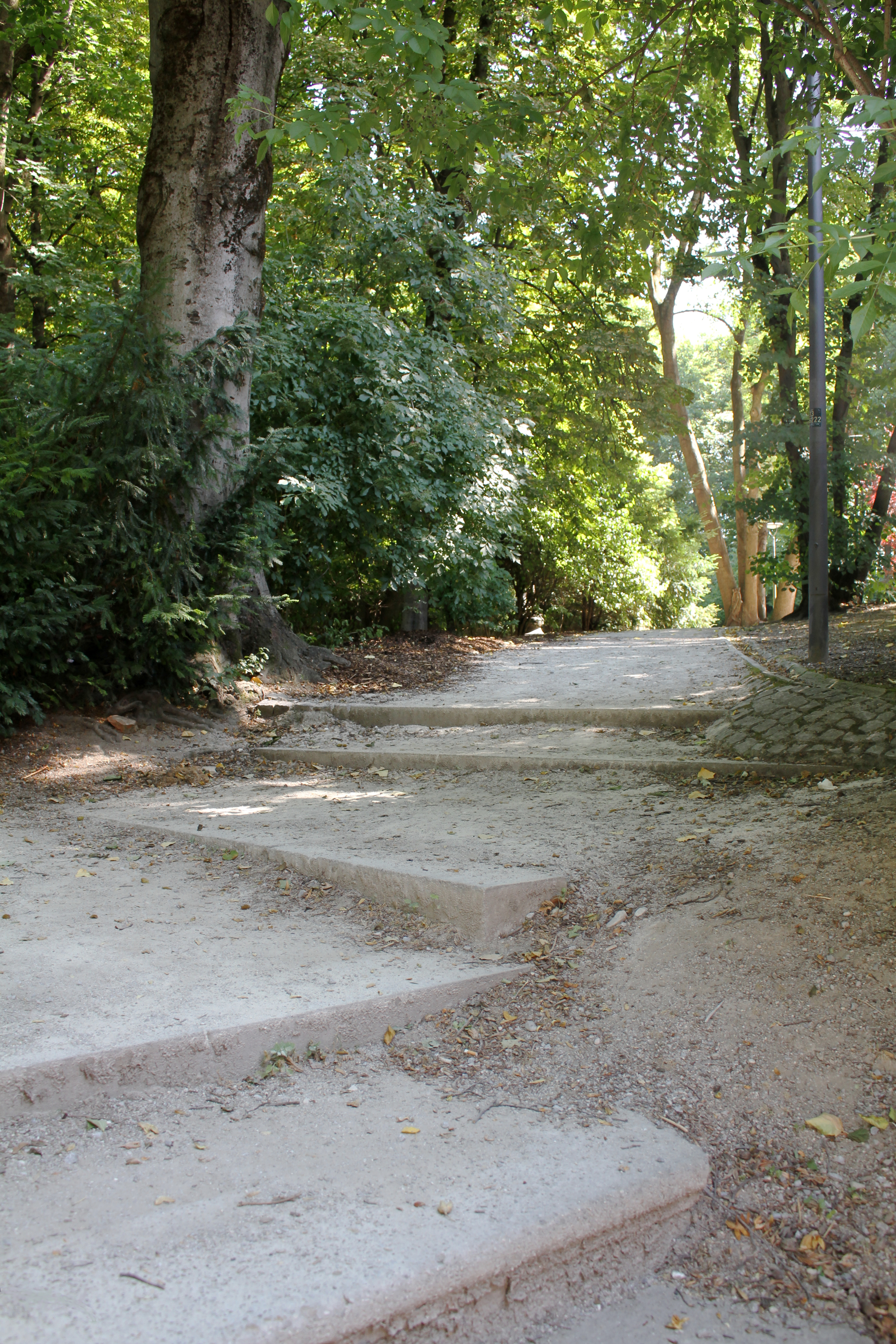
Escaliers vers le point culminant du sud

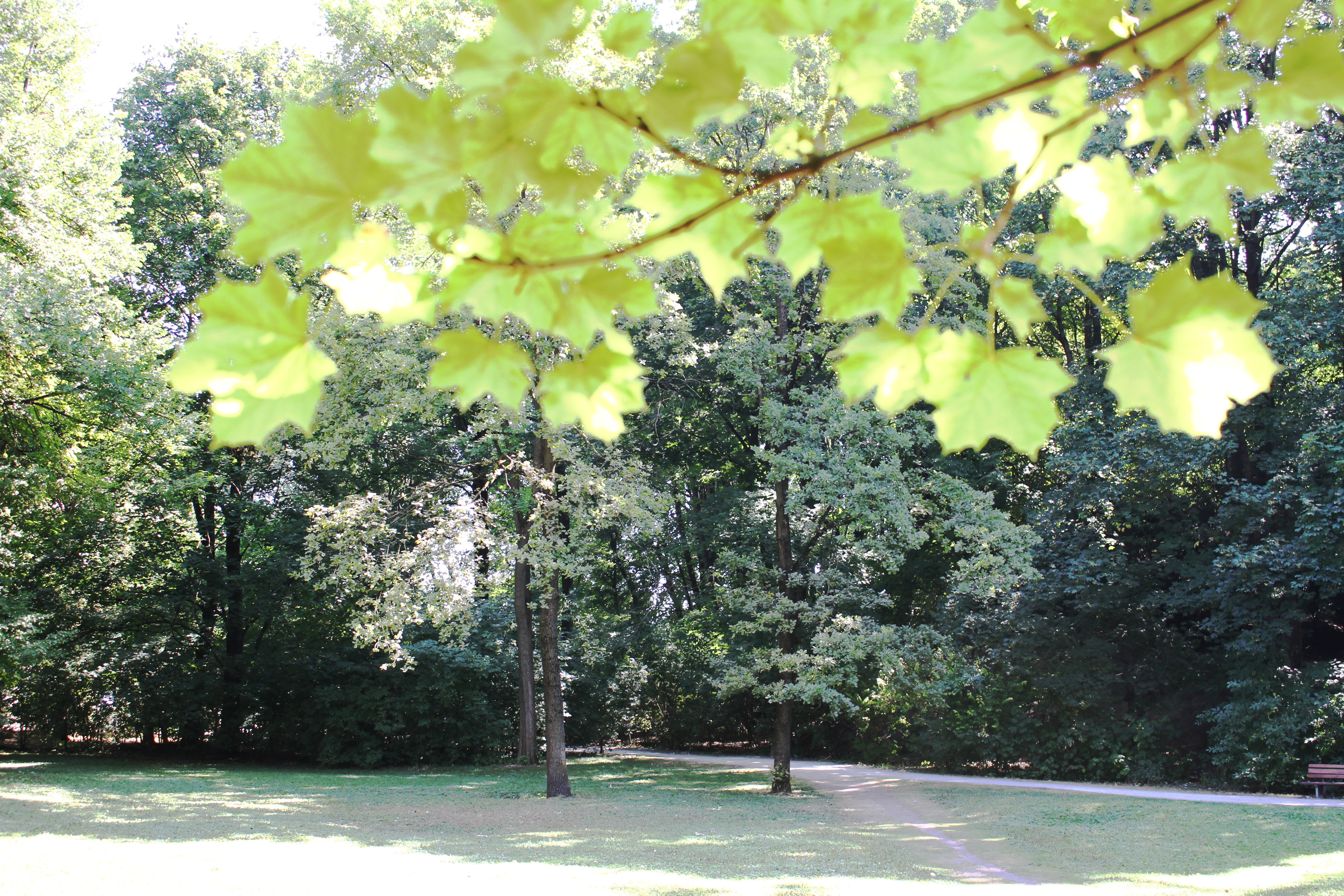
Zone de prairie à l'ouest

À l'ouest, le terrain s'élève au maximum à 7 mètres près de l'ancien bastion, la pente et le bastion appartiennent au jardin et sont faiblement boisés. Au point culminant du bastion, la grotte édifiée par Salabert a été reconstruite sous une forme simplifiée. À l'ouest, la partie plate du Finanzgarten jouxte le bastion, qui représente environ un tiers de la superficie totale. Il est composé d'une grande prairie ouverte bordée d'arbres. Viennent ensuite le parking du ministère de l'Agriculture avec le bunker en dessous et enfin le bâtiment du ministère lui-même.
Depuis 1984, les poètes et écrivains associés à la ville de Munich sont honorés dans le parc sous le nom de Jardin des Poètes (Dichtergarten). L'installation la plus frappante est la grotte du poète en l'honneur de Heinrich Heine, qui vivait à Munich en 1827-28 lorsqu'il postula sans succès pour un poste de professeur. Dans la grotte se trouve une sculpture en bronze de Toni Stadler près d'une petite fontaine. Les autres artistes sont honorés par des statues. Il y en a une de Fiodor Tioutchev et depuis juillet 2007, pour célébrer le 20e anniversaire du partenariat entre le Shandong (Chine) et l'État de Bavière, il y a une statue du philosophe chinois Confucius. En octobre 2010, une statue en bronze du compositeur polonais Frédéric Chopin a été inaugurée, offerte par la République de Pologne. Le monument commémore la courte visite du compositeur à Munich en 1831.

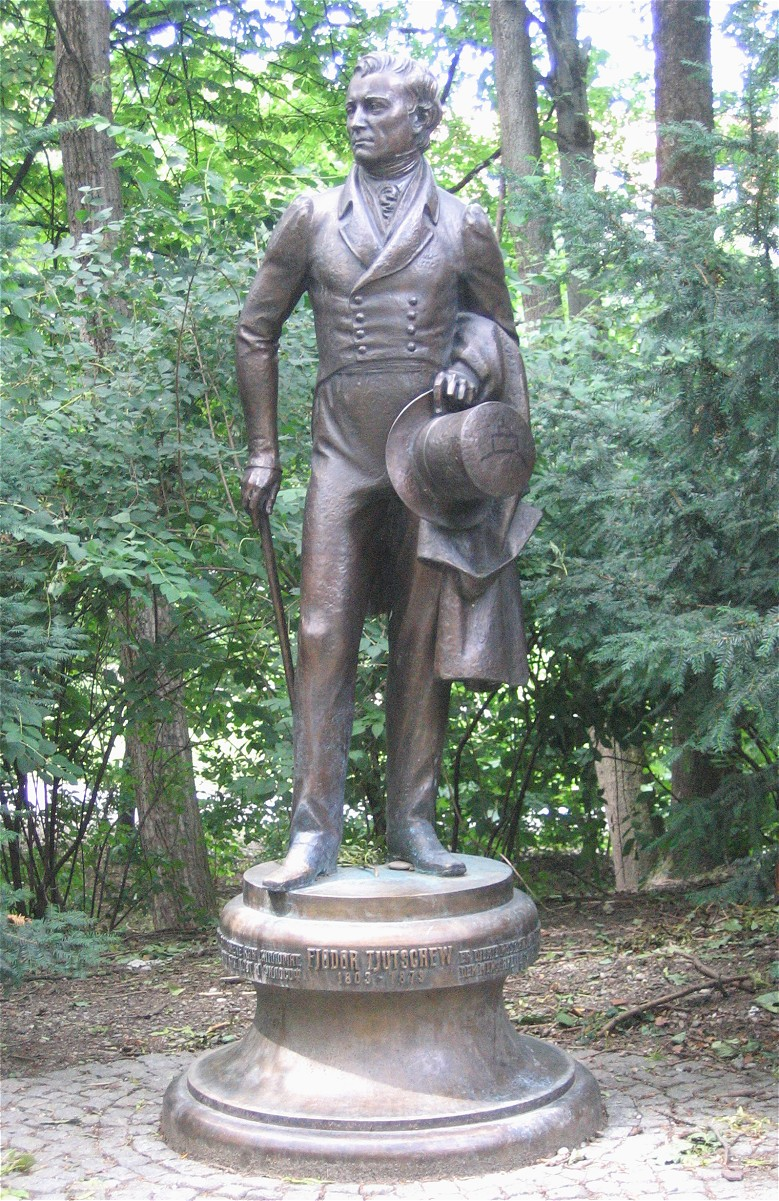
Statue de Fiodor Ivanovitch Tioutchev
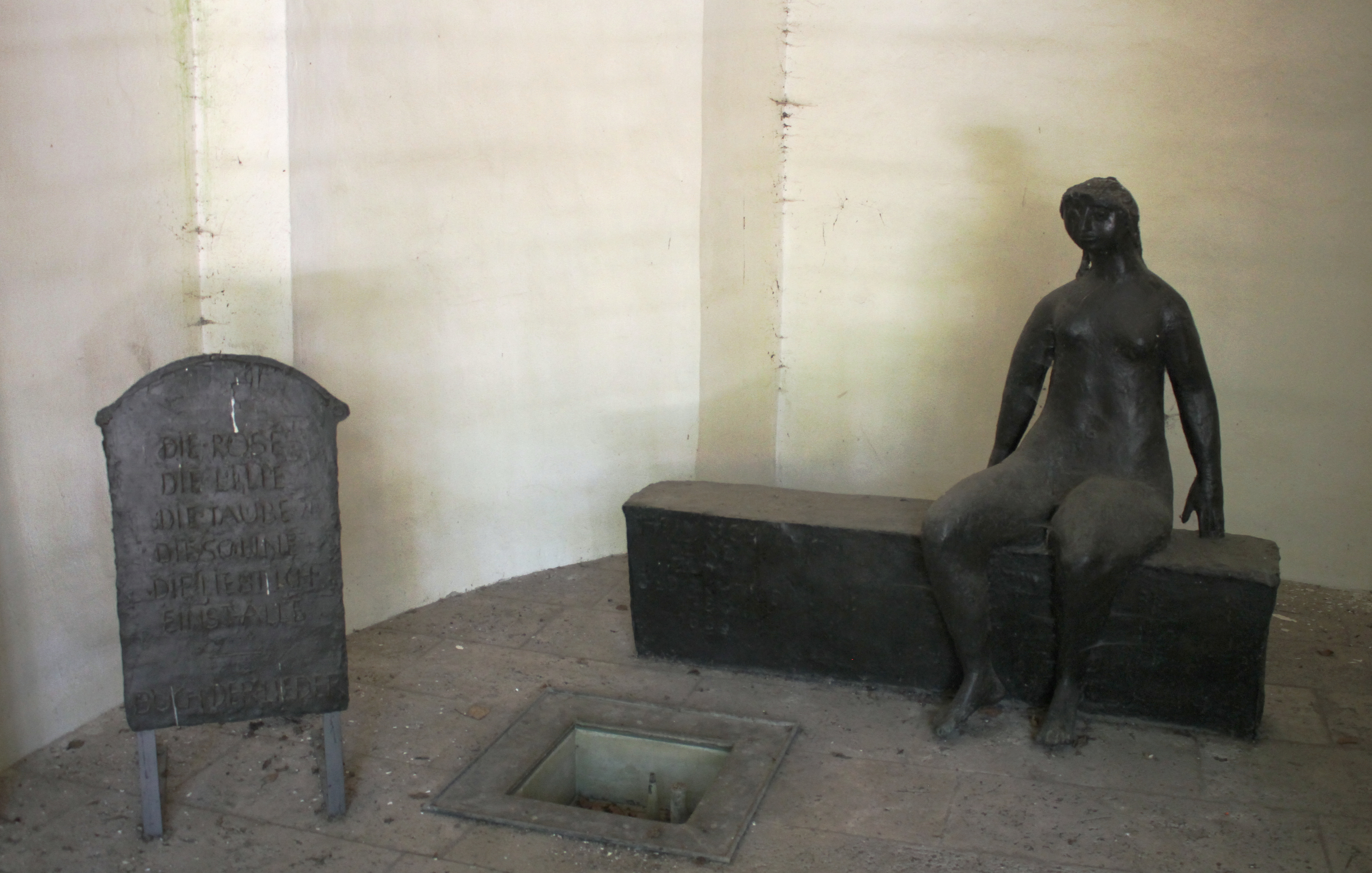
Monument Heinrich Heine, sculpture en bronze (1957/58) deTony Stadler
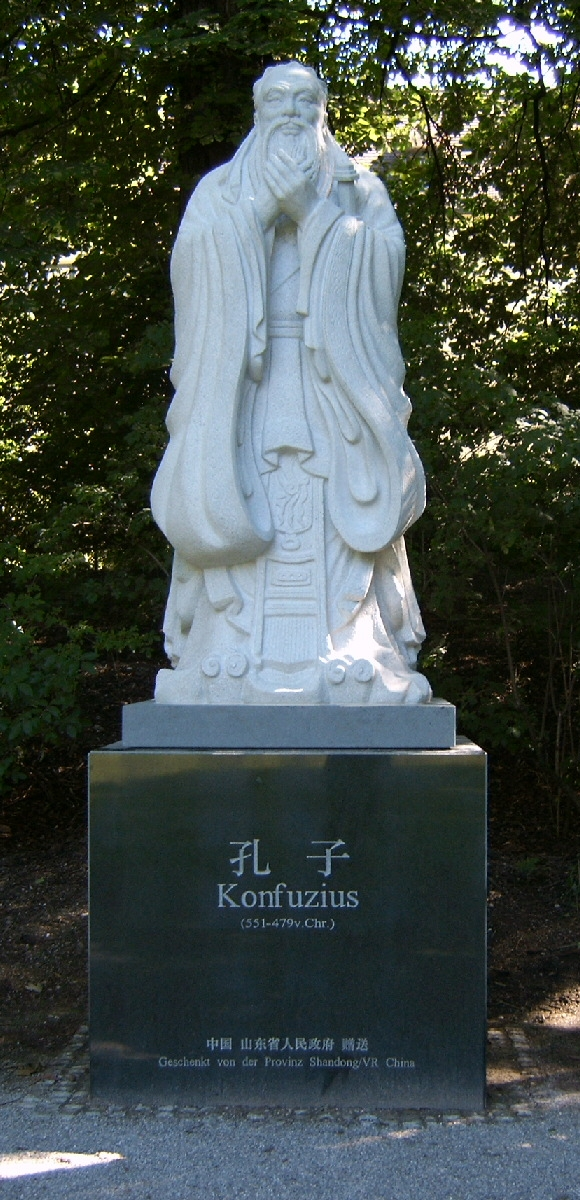
Statue de Confucius
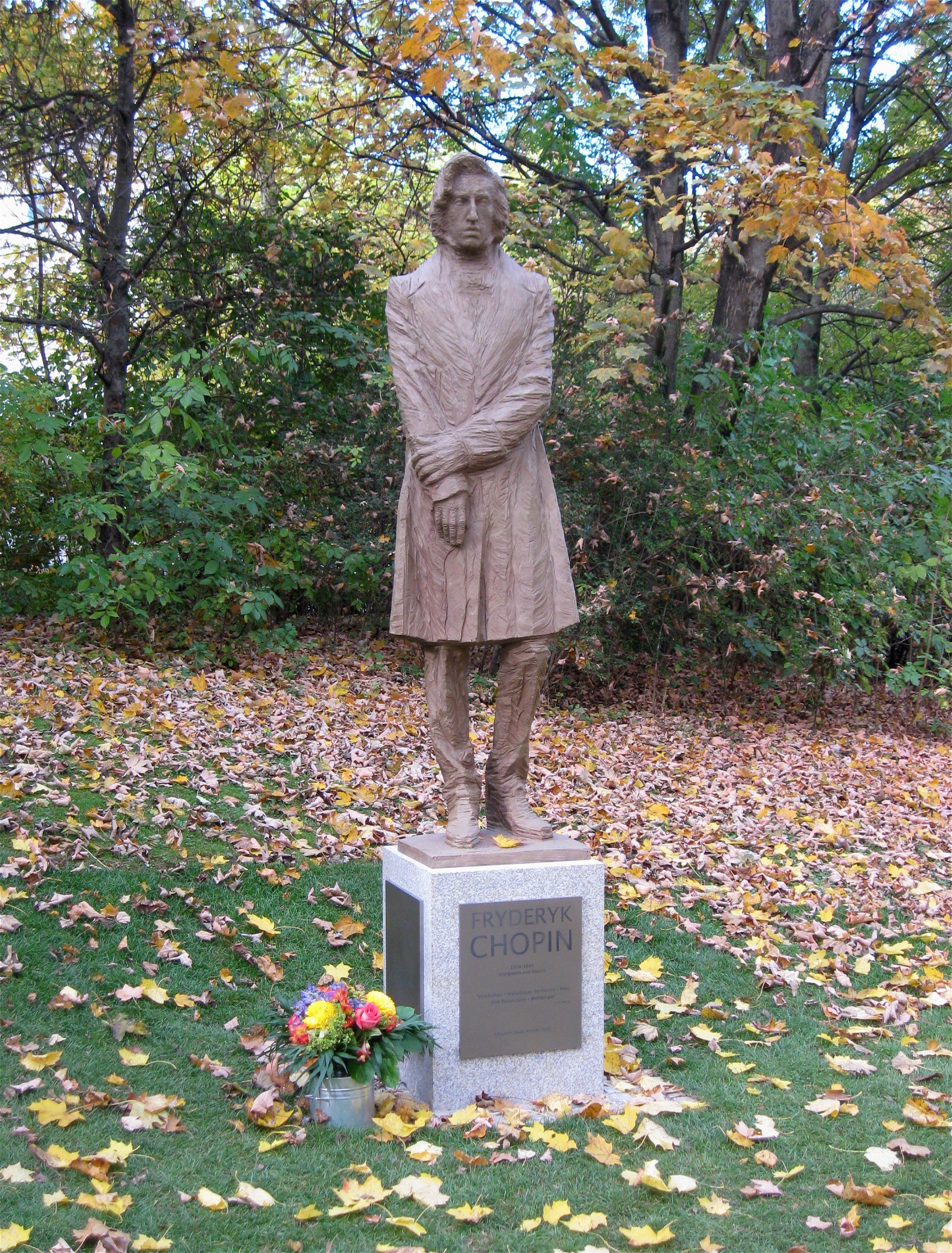
Statue de Frédéric Chopin par Józek Nowak, 2010.

## Menaces sur le site
Un débat culturel de longue date à Munich a concerné la question de la construction d'une nouvelle salle de concert. Le Finanzgarten a été évoqué à plusieurs reprises comme emplacement possible. En décembre 2015, l'État libre de Bavière a finalement décidé de construire la salle de concert de Munich dans le Werksviertel de l'Ostbahnhof.

## Liens web
- Administration bavaroise des châteaux et des jardins : Le jardin financier
- muenchen.de : Jardin des poètes
- Finanzgarten.net : Initiative contre la construction d'une salle de concert au Finanzgarten
- Süddeutsche Zeitung : Les Oubliés - environ six lieux peu visités de la ville, 12 juin 2014